# 파르타마스파테스

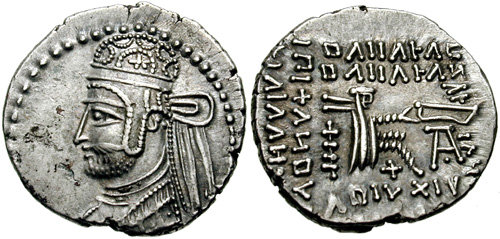
파르타마스파테스의 주화.

파르타마스파테스(Parthamaspates)는 2세기 초 기간 메소포타미아와 이후에는 오스로에네에서 로마의 종속국 왕으로 군림했던 파르티아의 대공이다. 그는 파르티아의 황제 오스로에스 1세의 아들이다.

## 생애
로마에서 망명으로 생애 대부분을 보냈던 파르타마스파테스는 파르티아 정복을 위한 트라야누스 황제의 원정에 동행하였다. 트라야누스는 본래 파르티아를 로마 제국의 일부로 병합할 계획을 세웠으나, 궁극적으로 대신 그를 로마의 종속국 왕으로서 그의 아버지의 권좌에 세우기로 결정하였고, 116년에 그렇게 행동에 나섰다. 트라야누스는 실제로 파르타마스파테스를 파르티아의 왕으로 즉위시켜냈다.
파르티아 영토에서 로마가 철수한 후, 오스로에스는 손쉽게 파르타마스파테스를 격퇴시키고 왕위를 되찾았다.
파르티이에서 패배한 뒤, 파르타마스파테스는 다시 한번 로마로 몸을 피했고, 이에 대한 로마의 위로 조치로, 그에게 소아시아와 로마의 시리아 속주 사이에 있는 작은 종속국인 오스로에네의 공동 통치자 자리를 주었다. 그는 118년부터 122년까지 얄루르와 오스로에네의 공동 통치자였고 123년부터는 단독 통치자였다.

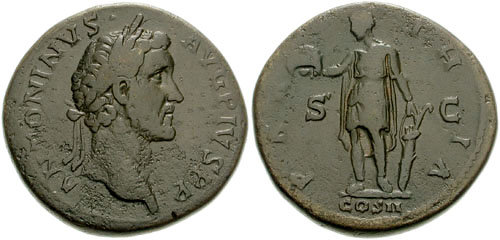
파르타마스파테스 관련 사건 이후에도 파르티아가 여전히 로마에 복속되었다라고 하는 무의미한 주장을 표현하는, 복속된 파르티아가 왕관을 바치는 것을 나타내는 안토니누스 피우스의 주화 (뒷면에 PAR-TH-IA라고 표시).

오스로에네의 영토에서, 그는 교역품을 바다로 보내 인더스강을 거쳐 쿠샨 제국과 교역을 한 것으로 알려져 있다.
파르타마스파테스의 상황을 이용하는 데 실패하고 오랜 시간 뒤, 로마는 왕관을 바치는, 복속된 ‘파르티아’의 모습을 담은 안토니누스 피우스 (서기 138-161년)의 주화에서 나타나듯이, 파르티아의 지배권을 지녔다고 여전히 주장하였다.

## 참고 문헌
- (프랑스어) 클레망 위아르 & 루이 들라포르트, L'Iran antique : Élam et Perse et la civilisation iranienne, Albin Michel, coll. « L'Évolution de l'Humanité », Paris, 1943, p. 327.
- Toumanoff, Cyril (1986). 〈Arsacids〉. 《Encyclopaedia Iranica, Vol. II, Fasc. 5》. Cyril Toumanoff. 525–546쪽.

| 파르타마스파테스 아르사케스 왕조 |                                                          |                     |
| 이전 오스로에스 1세              | 파르티아의 샤한샤 116–117년                              | 이후 오스로에스 1세 |
| 이전 공백기                      | 오스로에네의 왕 118–123년 (122년까지 얄루르와 공동 재위) | 이후 마누 7세       |